# Treffen am Ossiacher See
Treffen am Ossiacher See osztrák mezőváros Karintia Villachvidéki járásában. 2016 januárjában 4360 lakosa volt. 

## Elhelyezkedése

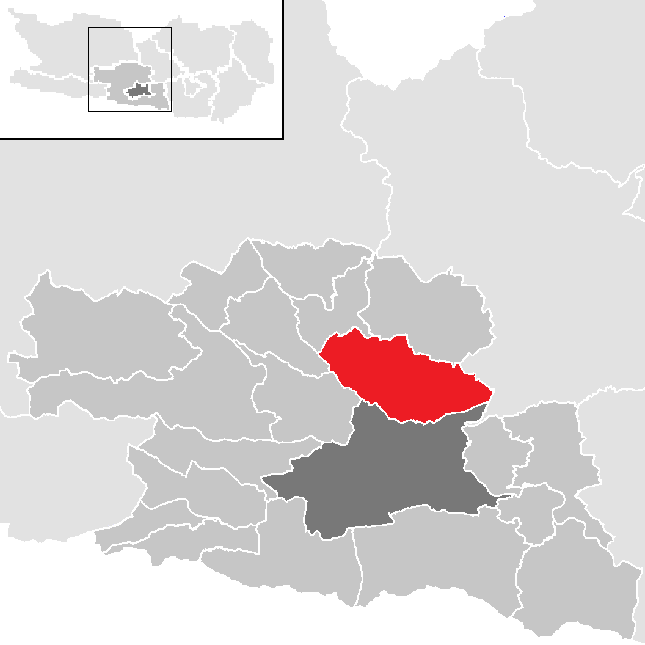
Treffen am Ossiacher See a Villachvidéki járásban

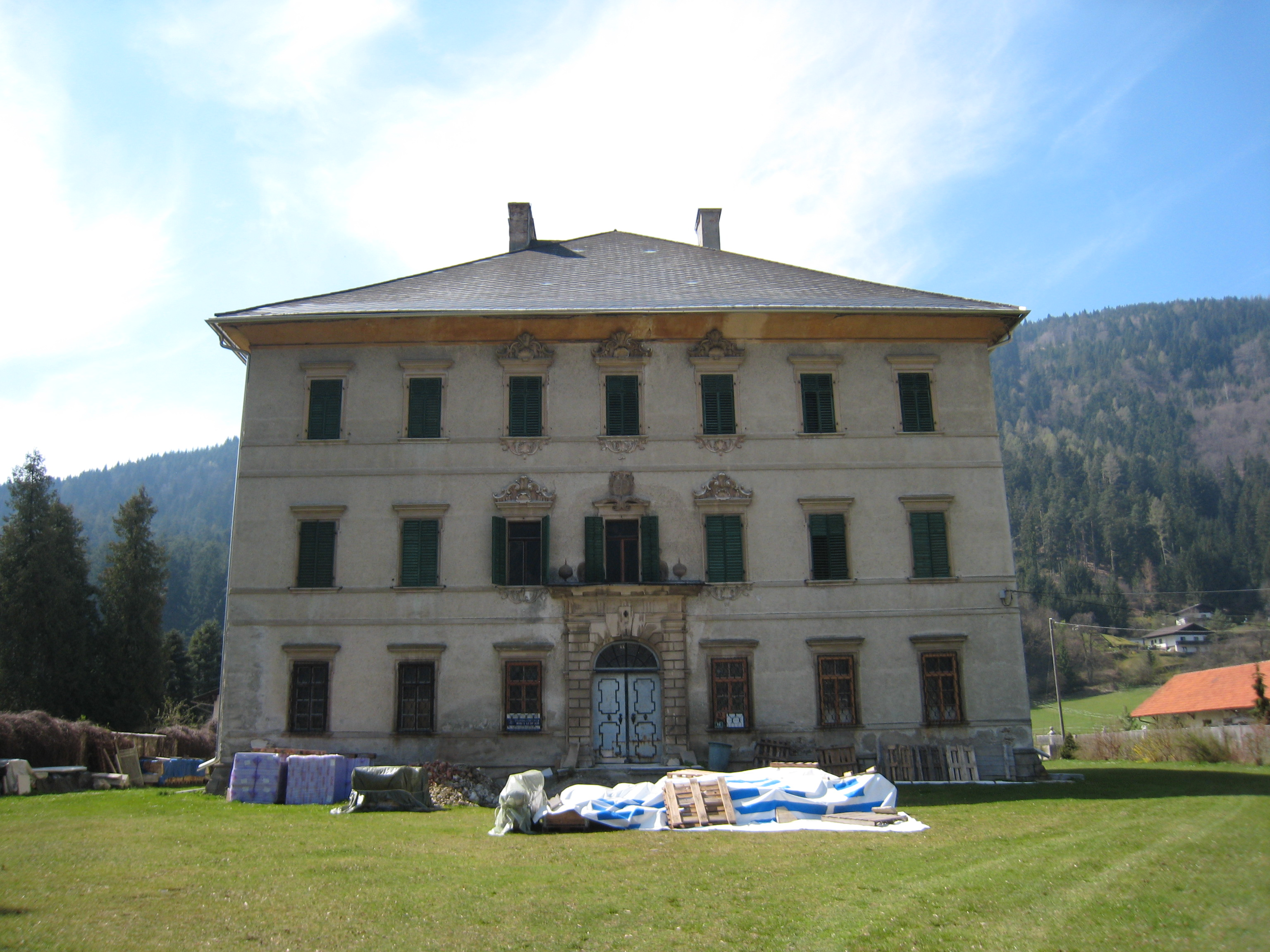
A treffeni kastély

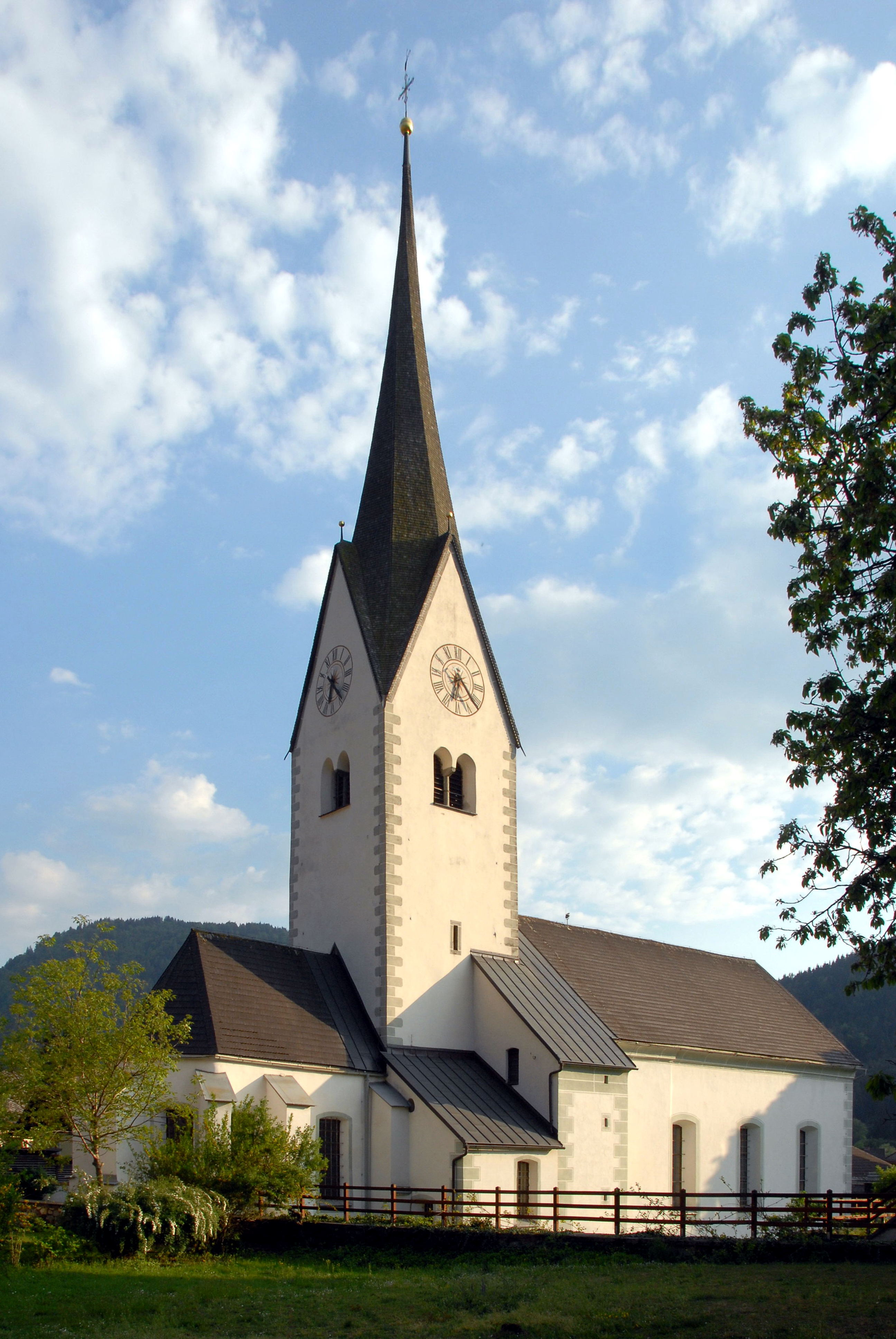
A Szt. Maximilian-templom

Treffen am Ossiacher See Karintia középső részén fekszik, a Gegendtal völgye és a Villachi-medence találkozásánál, az Ossiachi-tó nyugati partjainál, mintegy 8 km-re északra Villachtól. Az önkormányzat 25 falut és egyéb települést fog össze: Annenheim (663 lakos), Äußere Einöde (189), Buchholz (124), Deutschberg (81), Eichholz (9), Görtschach (112), Innere Einöde (33), Kanzelhöhe (30), Köttwein (369), Kras (96), Lötschenberg (30), Niederdorf (117), Oberdorf (41), Ossiachberg (27), Pölling (27), Retzen (12), Sattendorf (214), Schloss Treffen (43), Seespitz (229), Stöcklweingarten (404), Töbring (363), Treffen (787), Tschlein (0), Verditz (199), Winklern (160).
A környező települések: délre Villach, délnyugatra Weißenstein, nyugatra Fresach, északnyugatra Afritz am See, északra Arriach, keletre Steindorf am Ossiacher See, délkeletre Ossiach.

## Története
A Görtschachban és a Krestalban talált leletek tanúsága szerint Treffen területe már i.e. 500 körül lakott volt. I.sz. 45 körül  (egész Noricummal együtt) a rómaiak hódították meg a régiót. Már ők elkezdték kitermelni a Krestalban található jó minőségű márványt, amelyet a mai plébániatemplom építésénél is felhasználtak. A történészek feltételezik, hogy Santicum pihenőállomás (amelyet az Itinerarium Antonini is megemlít a Via Iulia Augustán) is a város területén feküdt. A rómaiak kivonulása után a 6. században szlávok telepedtek meg a völgyben, egyes helynevek (mint maga Treffen, amely a Trebinából ered) tőlük származnak. 
Treffen első említése Német Lajos egyik okleveléből származik (curtis ad Trebinam), amelyben 70 "huben" földet adományozott Adalwin salzburgi püspöknek. 876-ban Karlmann király oklevele is említi a helyet, amelyben a bajorországi Ötting kolostorának adományozott királyi birtokot (ugyanebben a dokumentumban írják le először Villach nevét). A kolostor építtette 890-ben a helység Szt. Maximiliannak szentelt templomát. A település ezután az Eppenstein nemzetség tulajdonába került, majd 1163-ban Wolfrad von Treffen az aquileiai partiarchátusnak adományozta treffeni birtokait. 
A treffeni kastélyt a Liechtenstein-család építette a 16. században. 1690-ben földrengés döntötte le, de a következő évben újjáépült. 
Treffen önkormányzata 1850-ben alakult meg. 1984-ben mezővárosi státuszra emelték. A település népszerű a turisták körében, elsősorban nyaranta; a szállásadók évente mintegy 450 ezer vendégéjszakát realizálnak.

## Lakossága
A Treffen am Ossiacher See-i önkormányzat területén 2016 januárjában 4360 fő élt, ami növekedést jelent a 2001-es 4279 lakoshoz képest. Akkor a helybeliek 95,3%-a volt osztrák, 1,8% német állampolgár. 51,9% római katolikusnak, 37,6% evangélikusnak, 0,8% muszlimnak, 6,8% pedig felekezet nélkülinek vallotta magát.

## Látnivalók

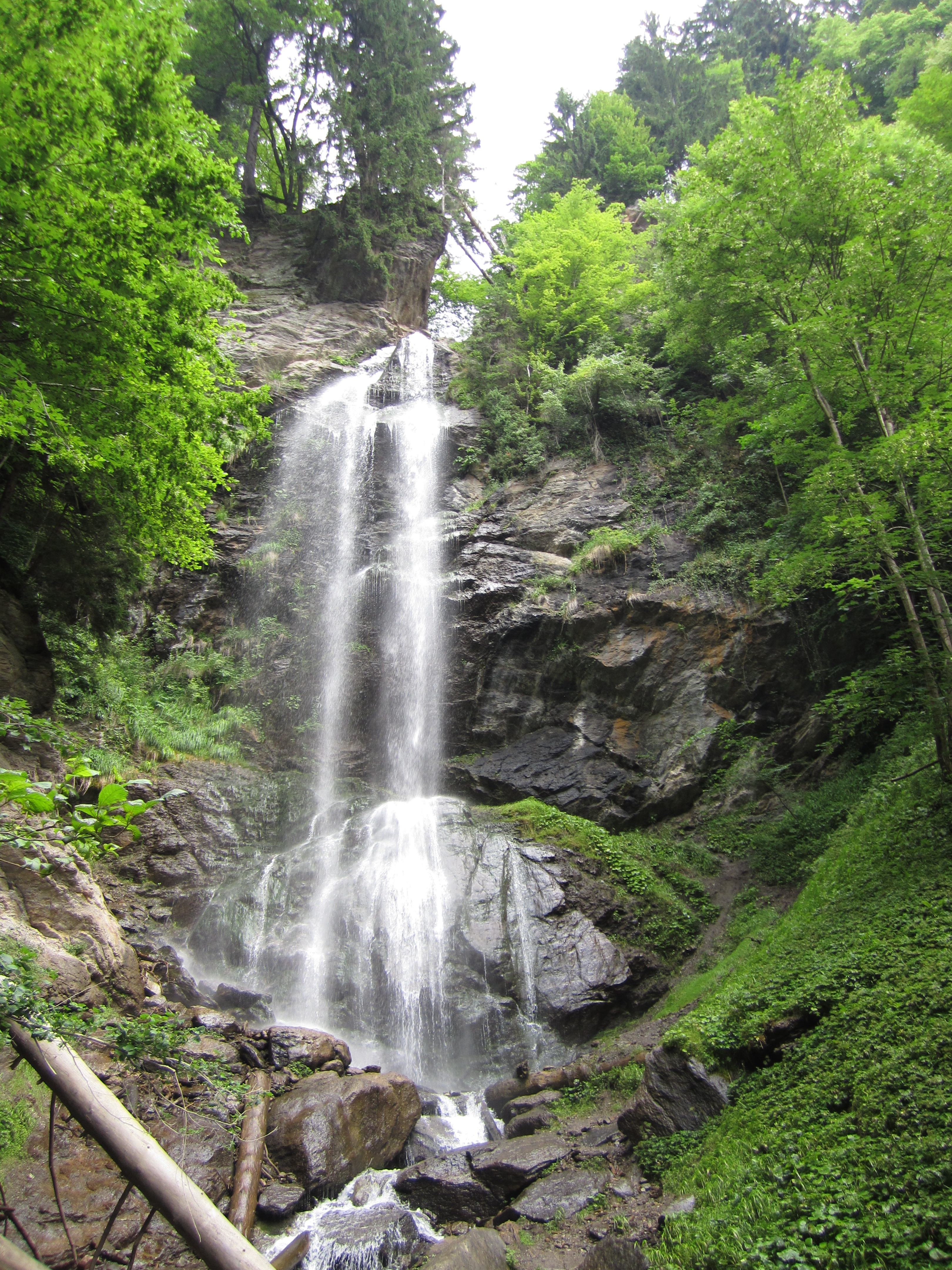
A Finsterbach-vízesés

- a 16. századi reneszánsz stílusú treffeni kastély.
- a katolikus Szt. Maximilian-plébániatemplomot a 9. században alapították.
- Einöde protestáns imaháza ("toleranciaháza")
- Elli Riehl babakészítő babáinak múzeuma
- a sattendorfi Finsterbach-vízesés
- az 1900-ban ültetett, 6,6 m törzskerületű mamutfenyő
- a treffeni gombamúzeum

## Híres treffeniek
- Rudolf Kattnigg (1895–1955) zeneszerző

## Testvértelepülések
- Öhringen, Németország
- Capriva del Friuli, Olaszország

## Fordítás
- Ez a szócikk részben vagy egészben  a   Treffen am Ossiacher See című német Wikipédia-szócikk ezen változatának fordításán alapul.  Az eredeti cikk szerkesztőit annak laptörténete sorolja fel. Ez a jelzés csupán a megfogalmazás eredetét és a szerzői jogokat jelzi, nem szolgál a cikkben szereplő információk forrásmegjelöléseként.